# Gene Simmons
Pour les articles homonymes, voir Simmons.
Pour son premier album solo, voir Gene Simmons (album).
Gene Simmons, de son vrai nom Chaim Witz, ou encore Eugene (Gene) Klein, est un bassiste, chanteur, auteur-compositeur et acteur israélo-américain, né le 25 août 1949 à Haïfa, en Israël. Il est connu pour être le bassiste et l'un des chanteurs du groupe de hard rock Kiss dont Paul Stanley et lui sont les seuls membres permanents.

## Biographie
Né dans une famille juive d'origine hongroise. Il a passé son enfance en Israël. À 8 ans et demi, il émigre aux États-Unis avec sa mère hongroise. Il change alors son nom en Eugene Klein. Il choisit rapidement le diminutif « Gene » car il trouve que ça sonne plus américain que « Chaim ». « Klein » est le nom de jeune fille de sa mère. À la fin des années 1960, il se fait appeler Gene Simmons. Il se passionne pour les comics de Marvel (il crée un fanzine) et les films d'horreur. Lon Chaney est alors son acteur préféré. Tout ceci l'influence dans la recherche visuelle de Kiss et surtout dans son personnage de Démon. À 16 ans, après avoir vu les Beatles à la télévision, il décide qu'il sera musicien. Il apprend la guitare, la basse et le solfège en autodidacte et s'achète une basse identique à celle de Paul McCartney. Il joue dans Bullfrog Bheer, Long Island Sound, Coffee et Wicked Lester. Il est également professeur à Harlem, travaille au magazine Vogue puis rencontre Paul Stanley à plusieurs reprises, grâce à un ami commun. Paul intègre Wicked Lester en 1971. Ils enregistrent pour le compte d'une maison de disques un album qui n'est jamais commercialisé mais qui sert de base au premier album de Kiss. Puis ensemble, ils fondent Kiss, en 1972, avec Peter Criss et Ace Frehley.

Maquillage The Demon

Les maquillages des musiciens de Kiss reflètent la personnalité de chaque musicien. Sur scène, Gene est le Démon cracheur de feu et de sang. Gene ne lâche jamais le groupe même s'il s'y investit un peu moins dans les années 1980. Paul Stanley est le "frontman" du groupe, celui qui parle au public. Gene, lui, gère tout ce qui se passe en dehors de la scène, tout l'aspect "commercial" du groupe. Il est à l'origine de la déferlante de produits dérivés. Néanmoins, lors des enregistrements d'albums, il travaille à ce que tout soit parfait. Il réenregistre même une chanson de Kiss sur son album solo de 1978, See you in Your Dreams, car il considère qu'elle n'avait pas été correctement peaufinée sur l'album Rock and Roll Over (1976). Aujourd'hui, Kiss continue à tourner. Gene Simmons reste l'un des deux seuls membres originels de Kiss présents sans interruption depuis le début, l'autre étant Paul Stanley. Ace Frehley et Peter Criss sont remplacés, respectivement, par Tommy Thayer (ex gérant du groupe) et Eric Singer. Le dernier opus de Kiss, Monster, est sorti en 2012 avec cette formation.

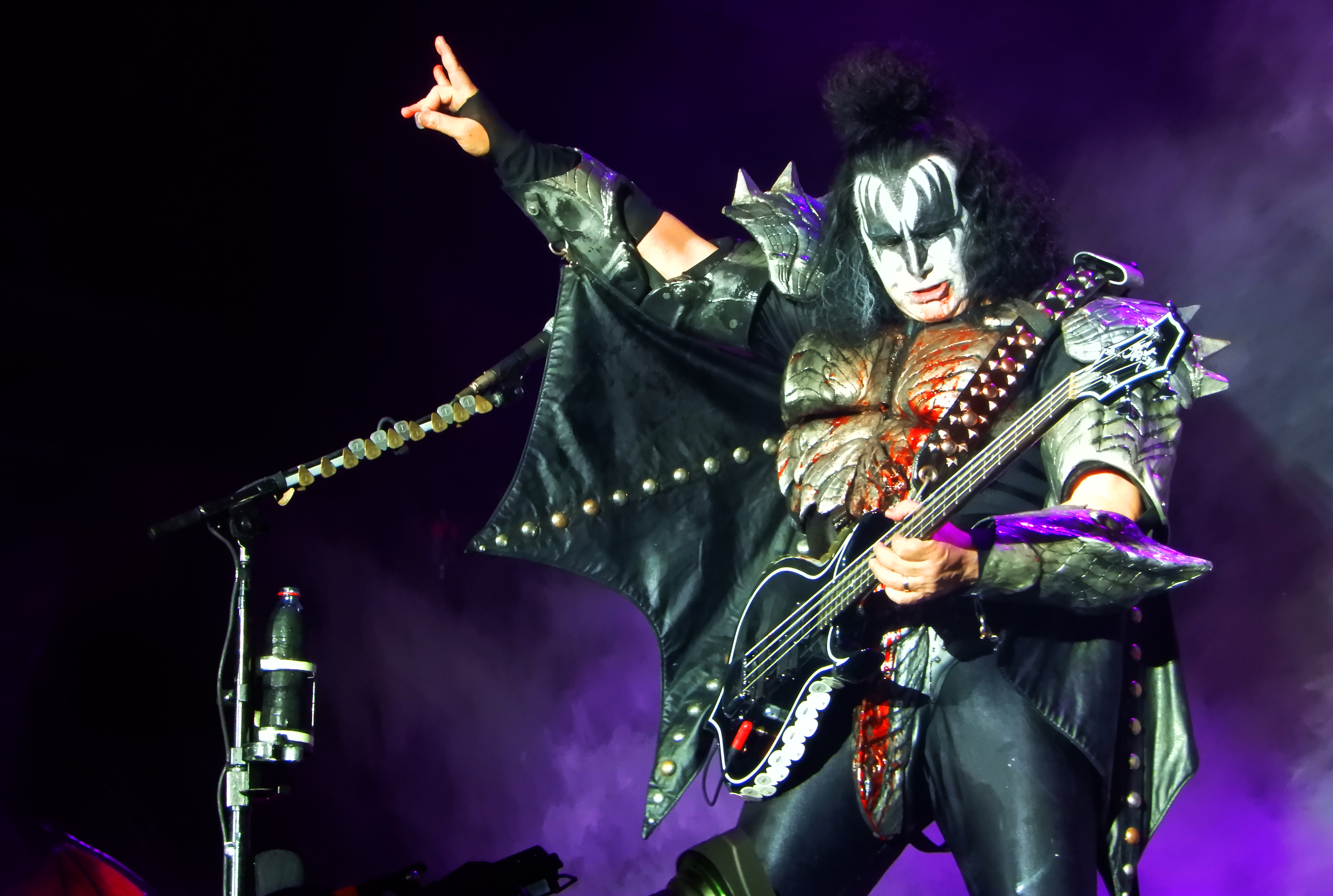
Gene Simmons au Hellfest 2023

En dehors de la musique, Gene est aussi acteur. Dans les années 1980, quand Kiss se démaquille, il tourne dans Runaway : L'Évadé du futur (1984) avec Tom Selleck, Stargrove et Danja, agents exécutifs avec John Stamos et George Lazenby, Mort ou vif (1987) avec Rutger Hauer, Trick or Treat avec Ozzy Osbourne ou encore dans Red Surf, Wish you Were Dead (it), The Decline of Western Civilization Part II: The Metal Years (en), Detroit Rock City et The New Guy, ainsi que dans Kiss contre le fantôme, Kiss contre les fantômes le seul film de Kiss réalisé en 1978, mais aussi à la télévision dans Miami Vice, Hitchhiker ou encore dans un épisode de la série Millenium, les trois autres membres apparaissant également dans cet épisode. Il écrit Kiss and Make-up et Sex, Money, Kiss, Me.inc trois livres sur sa vie dans Kiss.
En 2004, il sort un album solo Asshole, dont deux chansons sont coécrites avec Bob Dylan et Frank Zappa.
Il est aussi à l'origine du dessin animé Moi Willy, fils de rock star (My Dad the Rock Star), du show Mr Romance, créé et diffusé sur la chaîne Oxygen, et de deux télé-réalités Rock School et Gene Simmons Family Jewels. Cette dernière est diffusée entre 2006 et 2012.
En 2005, il passe dans le clip de la chanson Rockstar de Nickelback, aux côtés de plusieurs autres grandes stars, comme Billy Gibbons (ZZ Top) ou Paul Teutul, Sr. (Orange County Choppers).
En 2008 est diffusée la première saison de Celebrity Apprentice dirigée par Donald Trump, où il est candidat. Il se retrouve notamment avec Carol Alt, Stephen Baldwin, et le potentiel vainqueur Piers Morgan.

### Vie privée
Depuis le 1er octobre 2011, Gene Simmons est marié avec l'actrice Shannon Tweed,. En couple depuis 1985, ils ont un fils, Nick, né le 22 janvier 1989 et une fille, Sophie, née le 7 juillet 1992. Gene parle également le hongrois, l'allemand et l'hébreu couramment.
Lors de la campagne pour l'élection présidentielle américaine de 2016, il soutient Donald Trump.

## Discographie

### Solo
- Gene Simmons (1978)
- Asshole (2004)

## Acteur

### Cinéma
- 2016 : The Boyfriend : Pourquoi lui ? : Lui-même
- 2018 : Detroit Metal City : Jack Ill Dark
- 2005 : Be Cool : Lui-même
- 2002 : Le Nouveau : Reverend
- 2001 : Wish You Were Dead : Vinny
- 2001 : My First Mister : Mrs. Wilson Benson's Fantasy Head
- 1987 : Mort ou vif : Malak Al Rahim
- 1986 : Stargrove et Danja, agents exécutifs : Carruthers / Velvet Von Ragner
- 1984 : Trick or Treat : Nuke
- 1984 : Runaway - L'évadé du futur : Luther

### Télévision
- 2016 : Angie Tribeca : Lui-même
- 2015 : Scorpion : Lui-même
- 2015 : Scooby-Doo! And Kiss: Rock and Roll Mystery : The Demon
- 2015 : Comic Book Men : Lui-même
- 2014 : Welcome to Sweden : Lui-même
- 2014 : Family Guy: The Quest for Stuff : caméo
- 2014 : Les Experts saison 14 ep 17 Lui-même
- 2011 : Castle, épisode 3-22 : Lui-même
- 2010 : A Very Mary Christmas : Taylor
- 2008 : Ugly Betty : Lui-même
- 2007 : KISSology: The Ultimate KISS Collection (Vol. 3 1992-2000)
- 2007 : Bob l'éponge : Sea Monster
- 2001 - 2005 : Les Griffin :  Lui-même / Prisonnier #3
- 2005 : Todd's Coma :  Lui-même
- 2004 : New York 911 : Donald Mann
- 2003 : Les rois du Texas : Jessie
- 2000 : At Any Cost : Dennis Berg
- 1999 : Detroit Rock City : The Demon
- 1998 : Millennium : Hector Leachman
- 1986 : Le voyageur : Mr. Big
- 1985 : Deux flics à Miami : Newton Windsor Blade

## Producteur
1984 : Il produit l'album WOW de Wendy'O'Williams.

## Instruments
Gene Simmons joue sur deux modèles de basse : l'Axe, un instrument en forme de hache, et la Punisher, dont la forme évoque une chauve-souris. Ces deux instruments sont actuellement produits par la marque Cort.
Il a également joué sur une Gibson Grabber.